# Máti Míla
Máti Míla (uváděno jako Matka Míla, v německém znění Mutter Mila) je verismem ovlivněná zpěvohra o jednom jednání českého skladatele Karla Bendla na libreto, které napsal původně v němčině herec, režisér a dramatik Axel Delmar (vl. jm. Alexander von Demandowsky, 1867–1929) a do češtiny přeložil a upravil Václav Juda Novotný. Vznikla v letech 1893–1895 a premiéru měla 25. června 1895 v pražském Národním divadle.

## Vznik a historie díla
Předposlední dokončená opera Karla Bendla svědčí o skladatelově vyrovnávání se se soudobými hudebními proudy. Počátkem 90. let 19. století zažívaly ve střední Evropě triumfální úspěch italské veristické opery, zejména Mascagniho Sedlák kavalír, které vyvolaly řadu napodobení u místních skladatelů. Zvláště úspěšným příkladem byla Mara (1893) berlínského skladatele Ferdinanda Hummela, dávaná s úspěchem i v pražském Novém německém divadle. Z českých skladatelů zareagoval jako první na novou vlnu Josef Richard Rozkošný svou operou Stoja (premiéra 6. června 1894), v níž je dramatický příběh zasazen do nedávní minulosti, do Rakousko-Uherskem okupované Bosny. Po něm následoval Karel Bendl se svou Máti Mílou, uvedenou o rok později. Německou verzi libreta zpracoval, údajně dle novořeckého originálu, populární spisovatel a libretista zmíněné Hummelovy Mary Axel Delmar a do češtiny ji přeložil český překladatel a libretista Václav Juda Novotný. Příběh se odehrává v soudobém, pro české obecenstvo exotickém, ale současně poněkud vzdáleném prostředí ostrova Kypru. Opera přitom vznikla již o něco dříve: již roku 1893 ji Delmar doporučoval k provedení Dvorní opeře ve Vídni.
Národní divadlo uvedlo dílo v premiéře 25. června 1895 s tou změnou, že namísto Máti Míla. Jako jednoaktovka musela být uváděna v kombinaci s jinými díly, aby vyplnila divadelní večer. Při premiéře ji provázel Bendlův balet Česká svatba, v reprízách jiné opery, také právě Rozkošného Stoja.
Máti Míla však nedosáhla ani tak dočasného úspěchu jako Stoja. Kritika považovala tento směr pro Bendla za scestný a neodpovídající jeho hudebnímu naturelu. Rovněž obecenstvo, podle Františka Paly, „odmítlo experiment, jemuž chyběl dramatický švih a melodický vzlet té účinnosti, jakou se vyznačovaly sensační opery veristické“.
Inscenace v Národním divadle dosáhla pouze tří repríz a zůstala jedinou, opera již nebyla uvedena.
Libreto opery vydal bez datace (1895?) v Praze Alois Hynek. Partitura opery je spolu s klavírním výtahem a rozepsanými hlasy uložena v archivu Národního divadla.

## Osoby a první obsazení
| osoba                                            | hlasový obor | premiéra (25. 6. 1895) |
| ------------------------------------------------ | ------------ | ---------------------- |
| Padrone Thoma Minon                              | baryton      | František Šír          |
| Gaeon, krčmář                                    | bas          | Robert Polák           |
| Nunio, námořník                                  | tenor        | Hanuš Lašek            |
| Máti Míla                                        | mezzosoprán  | Marie Klánová          |
| Vidra, její dcera                                | soprán       | Růžena Maturová        |
| Cyperští, ženy a děti                            |              |                        |
| Dirigent: Adolf Čech, režisér: Edmund Chvalovský |              |                        |

## Děj opery
Děj se hraje v malém přístavním městě kyperském za nynější doby. Scéna představuje prostranství před krčmou Gaeonovou.
Všechno obyvatelstvo se chystá k vinařské slavnosti (Evoë! Evoë!). Rána z děla oznamuje, že do místního přístavu přijíždí loď z Indie. Všichni se běží podívat. Vyhlíží ji i padrone Thoma. Jeho mladá žena Vidra je ale dnes netečná a roztržitá; vinařská slavnost v ní vzbuzuje vzpomínky na jejího bývalého milence Nunia, který nejlépe uměl zpívat vinařské písně. Thoma se durdí: už tři roky uplynuly a mrtvý Nunio mu stále překáží. O samotě pak Vidra dále vzpomíná na Nuniovy písně (árie Když píseň pěl, jak vábně zněly).
Krčmář Gaeon se roztrpčený vrací od lodi: Salvy jako pro lorda a nakonec vystoupil jen prostý námořník. Pokračuje slavnost, mladíci ve velké kádi vyšlapávají víno a ženy a děti kolem tančí, zpívají a hrají. Gaeon zpívá píseň o králi Vínu, který byl zajat, zabit a vykrvácel pod nohama svých přemožitelů (píseň Dán zářný král v žalářní noc). Přichází námořník a obrací se na Gaeona – prý o něm slyšel od svého přítele Nunia, bohatého Kypřana zajatého Turky. Krčmář a lidé se jen smějí – Nunio byl jen chudák, zevloun a ničema. S otázkami na Nuniovu nevěstu odkáže krčmář námořníka na její matku Mílu.
Námořník vzkazuje Míle pozdrav od Nunia. Podle ní však Nunio zemřel; Thoma jim už dávno tlumočil zprávu, která o tom došla z Indie. Vidra, již Nunio zanechal na Kypru v chudobě a hanbě s nemanželským dítětem, dlouho truchlila, pak ale přijala Thomovu nabídku k sňatku (Mílino vyprávění Bůh ženě zde na světě dal). Míla v cizinci vytuší Nunia a ten jí klesá do klína. Tak je nalezne Vidra a okamžitě Nunia poznává. Je to teskné shledání: Nunio vypráví o tom, jak mu v cizině dávalo sílu pomyšlení na Vidru (zpěv Ta nebes báň mi chrámu tvář), Vidra vidí uprchlé štěstí (zpěv A víš ty, co vše stalo se?). Nunuio se s rozhořčením dozvídá, že Thoma si nejen vymyslel zprávu o jeho smrti, ale i zadržoval jeho dopisy. Vidra a Nunio k sobě stále cítí lásku (duet Tvým byl můj sen o lásce vroucí).
Thoma je hrubě přeruší. Nunio se chce po strůjci svého neštěstí vrhnout s bambitkou, ale matka Míla mu ji vytrhne: jen by on skončil navždy ve vězení a její dcera opět v chudobě a zoufalství. Namísto toho bere Nuniovu pistoli a sama překvapeného Thomu zastřelí. Četníci ji odvádějí a bude souzena, ale Vidra a Nunio mohou ještě spolu být šťastni.